# Бостонская школа живописи
Бостонская школа живописи (или Бостонская школа) — группа американских художников, работавших в первые три десятилетия XX века.
Считается школой американских импрессионистов, у которых был свой собственный региональный (бостонский) стиль. Их излюбленными темами были — портреты, пейзажи, интерьерные картины. Главными художниками, оказавшими влияние на живописцев этой школы, были Джон Сарджент, Клод Моне и Ян Вермеер. Ключевыми фигурами Бостонской школы являлись — Эдмунд Тарбелл, Фрэнк Бенсон и Уильям Пэкстон — все они обучались в школе Музея изящных искусств в Бостоне и Академии Жюлиана в Париже.
Другими художниками, входящими в Бостонскую школу живописи, были: Джозеф Де Камп, Филипп Хейл, Лилиан Хейл, Джон Эннекинг, Гретхен Роджерс, Алдро Хиббард, Фредерик Винтон, Лилла Перри, Элизабет Пэкстон и другие. В неё входили как мужчины, так и женщины. Иногда с этой группой художников работал директор бостонской школы Музея изящных искусств Эмиль Грундманн. Эстетической особенностью Бостонской школы была высокая требовательность к своим работам. Она оказала влияние на многих других художников США.
В Бостонском музее изящных искусств находятся многие работы художников и скульпторов этой художественной школы.

Некоторые работы художников Бостонской школы
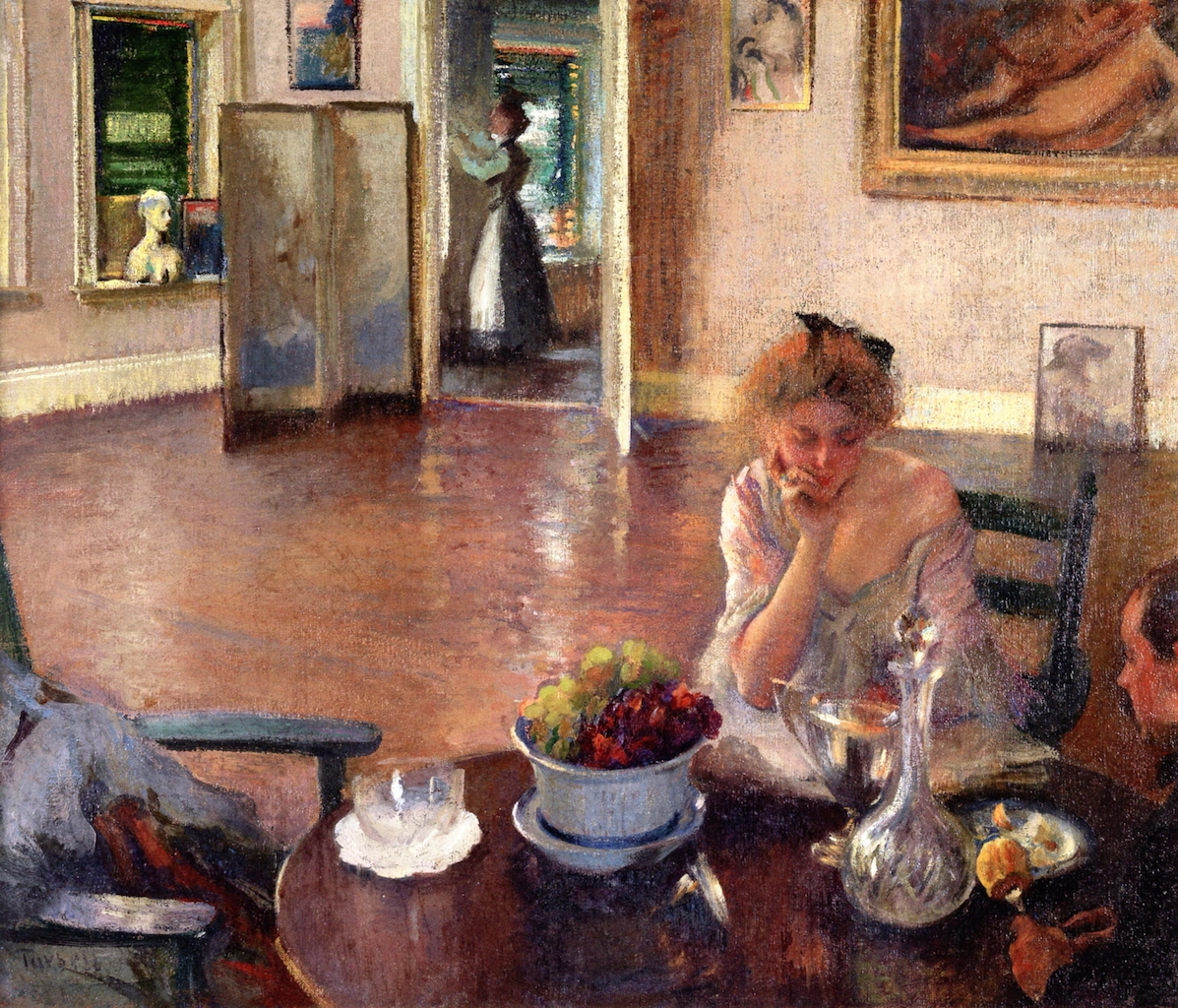
Эдмунд Тарбелл
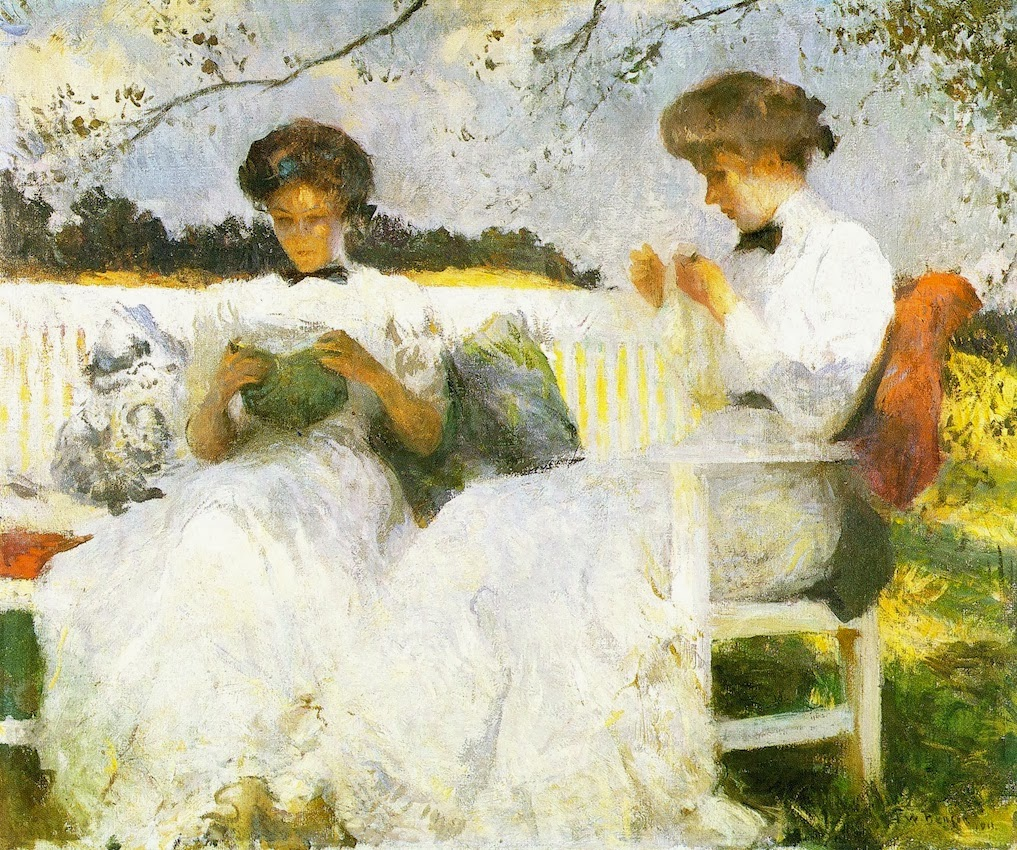
Фрэнк Бенсон
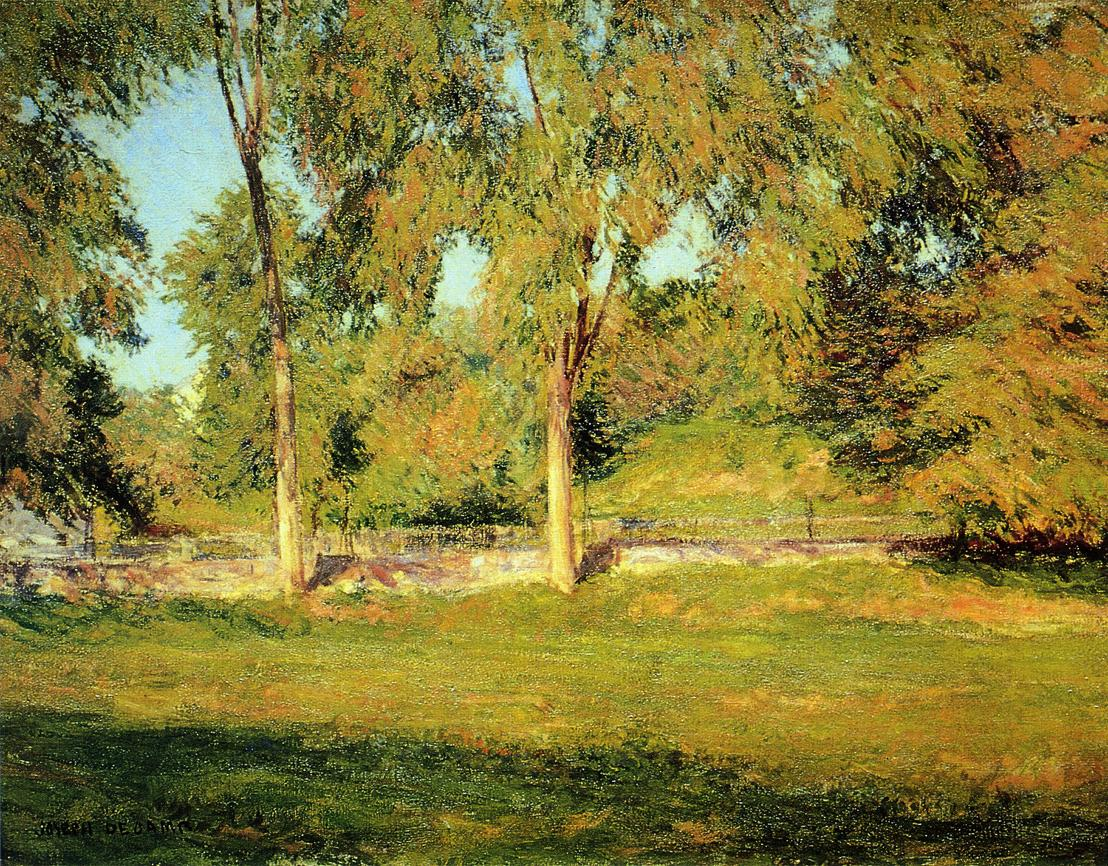
Джозеф Де Камп
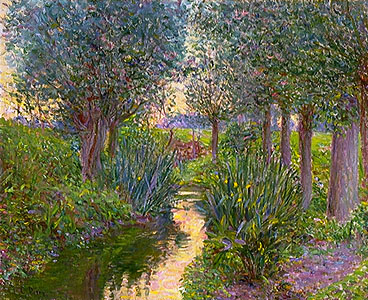
Лилла Перри